# Sicejang-alagút
A Sicejang-alagút egy 10 800 m hosszú kétcsöves villamosított nagysebességű vasúti víz alatti alagút Kínában a Gyöngy-folyó alatt. Ez az ország leghosszabb vasúti alagútja. A keleti alagutat 2006 március 30-án, a nyugati alagutat 2006 októberében nyitották meg. Az alagútban közlekedő vonatok akár 350 km/h-val is haladhatnak, így ez a világ legnagyobb sebességű forgalmát lebonyolító víz alatti alagútja és a leghosszabb víz alatti alagút Kínában.
Az alagút része a 140 km hosszú Kanton–Sencsen–Hongkong nagysebességű vasútvonalnak. Átadása után Peking és Hongkong között az utazási idő 8 órára rövidül.
Az építkezés 2007 novemberében kezdődött, 2,4 milliárd kínai jüanos költséggel, befejezése 2011 végén volt, a rendszeres vonatforgalom 2011 decemberében indult meg az alagútban.